# Réservoir Spandaryan
Le réservoir Spandaryan ou Spendarian (en arménien Սպանդարյան) est un lac de barrage situé dans le marz de Syunik en Arménie. Il s'agit d'un des quatre réservoirs de la vallée du Vorotan aménagés dans les années 1960 et 1970. Une station hydroélectrique y est située.